# Winston-Salem Open 2023 - Doppio
Il doppio maschile del torneo di tennis professionistico Winston-Salem Open 2023, facente parte della categoria ATP Tour 250 nell'ambito dell'ATP Tour 2023, si è giocato dal 20 al 26 agosto 2023 a Winston-Salem, in Carolina del Nord, negli Stati Uniti.
Matthew Ebden e Jamie Murray erano i detentori del titolo ma hanno deciso di non partecipare insieme a questa edizione del torneo. Ebden ha fatto coppia con John-Patrick Smith ma sono stati eliminati ai quarti di finale da Lloyd Glasspool e da Neal Skupski. Murray, invece, avrebbe dovuto giocare con Michael Venus ma si è ritirato dal torneo prima di giocare il primo turno.
In finale Nathaniel Lammons e Jackson Withrow hanno battuto Lloyd Glasspool e Neal Skupski con il punteggio di 6–3, 6–4.

## Teste di serie
1. Rajeev Ram /  Joe Salisbury (primo turno)
2. Lloyd Glasspool /  Neal Skupski (finale)

1. Hugo Nys /  Jan Zieliński (semifinale)
2. Jamie Murray /  Michael Venus (ritirati)

## Wildcard
1. Matthew Ebden /  John-Patrick Smith (quarti di finale)

1. Filippo Moroni /  Matthew Thomson (primo turno)

## Alternate
1. Evan King /  Reese Stalder (primo turno)

1. Anirudh Chandrasekar /  Vijay Sundar Prashanth (primo turno)

## Tabellone

### Legenda
| - Q = Qualificato - WC = Wild card - LL = Lucky loser | - ALT = Alternate - SE = Special Exempt - PR = Protected Ranking | - w/o = Walkover - r = Ritirato - d = Squalificato |

|  | Primo turno | Primo turno                 | Primo turno                 | Primo turno | Primo turno |  |  | Quarti di finale | Quarti di finale         | Quarti di finale         | Quarti di finale      | Quarti di finale  |    |      | Semifinali | Semifinali                        | Semifinali                        | Semifinali                   | Semifinali                   |   |   | Finale | Finale | Finale | Finale | Finale |  |
|  |             |                             |                             |             |             |  |  |                  |                          |                          |                       |                   |    |      |            |                                   |                                   |                              |                              |   |   |        |        |        |        |        |  |
|  | 1           | R Ram J Salisbury           | R Ram J Salisbury           | 60          | 64          |  |  |                  |                          |                          |                       |                   |    |      |            |                                   |                                   |                              |                              |   |   |        |        |        |        |        |  |
|  |             | N Lammons J Withrow         | N Lammons J Withrow         | 7           | 7           |  |  |                  | N Lammons J Withrow      | N Lammons J Withrow      | 6                     | 6                 |    |      |            |                                   |                                   |                              |                              |   |   |        |        |        |        |        |  |
|  |             | F Cabral R Matos            | F Cabral R Matos            | 68          | 6           |  |  |                  | S Bolelli M Pavić        | S Bolelli M Pavić        | 3                     | 4                 |    |      |            |                                   |                                   |                              |                              |   |   |        |        |        |        |        |  |
|  |             | S Bolelli M Pavić           | S Bolelli M Pavić           | 7           | 7           |  |  |                  |                          |                          |                       |                   |    |      |            | N Lammons J Withrow               | N Lammons J Withrow               | 7                            | 6                            |   |   |        |        |        |        |        |  |
|  | 3           | H Nys J Zieliński           | H Nys J Zieliński           | 6           | 6           |  |  |                  |                          | 3                        | H Nys J Zieliński     | H Nys J Zieliński | 64 | 4    |            |                                   |                                   |                              |                              |   |   |        |        |        |        |        |  |
|  |             | A Erler L Miedler           | A Erler L Miedler           | 2           | 4           |  |  | 3                | H Nys J Zieliński        | H Nys J Zieliński        | 6                     | 6                 |    |      |            |                                   |                                   |                              |                              |   |   |        |        |        |        |        |  |
|  |             | G Escobar O Nedovjesov      | G Escobar O Nedovjesov      | 6           | 6           |  |  |                  | G Escobar O Nedovjesov   | G Escobar O Nedovjesov   | 3                     | 3                 |    |      |            |                                   |                                   |                              |                              |   |   |        |        |        |        |        |  |
|  |             | S Ofner M Purcell           | S Ofner M Purcell           | 2           | 1           |  |  |                  |                          |                          |                       |                   |    |      |            | Nathaniel Lammons Jackson Withrow | Nathaniel Lammons Jackson Withrow | 6                            | 6                            |   |   |        |        |        |        |        |  |
|  |             | M Demoliner M Middelkoop    | M Demoliner M Middelkoop    | 6           | 7           |  |  |                  |                          |                          |                       |                   |    |      |            |                                   | 2                                 | Lloyd Glasspool Neal Skupski | Lloyd Glasspool Neal Skupski | 3 | 4 |        |        |        |        |        |  |
|  |             | R Haase N Mektić            | R Haase N Mektić            | 4           | 64          |  |  |                  | M Demoliner M Middelkoop | M Demoliner M Middelkoop | 6                     | 7                 |    |      |            |                                   |                                   |                              |                              |   |   |        |        |        |        |        |  |
|  |             | R Arneodo A Behar           | 4                           | 6           | [10]        |  |  |                  | R Arneodo A Behar        | R Arneodo A Behar        | 2                     | 5                 |    |      |            |                                   |                                   |                              |                              |   |   |        |        |        |        |        |  |
|  | Alt         | E King R Stalder            | 6                           | 4           | [7]         |  |  |                  |                          |                          |                       |                   |    |      |            | M Demoliner M Middelkoop          | 7                                 | 2                            | [8]                          |   |   |        |        |        |        |        |  |
|  | Alt         | A Chandrasekar VS Prashanth | A Chandrasekar VS Prashanth | 4           | 0           |  |  |                  |                          | 2                        | L Glasspool N Skupski | 65                | 6  | [10] |            |                                   |                                   |                              |                              |   |   |        |        |        |        |        |  |
|  | WC          | M Ebden J-P Smith           | M Ebden J-P Smith           | 6           | 6           |  |  | WC               | M Ebden J-P Smith        | 5                        | 6                     | [9]               |    |      |            |                                   |                                   |                              |                              |   |   |        |        |        |        |        |  |
|  | WC          | F Moroni M Thomson          | F Moroni M Thomson          | 64          | 2           |  |  | 2                | L Glasspool N Skupski    | 7                        | 4                     | [11]              |    |      |            |                                   |                                   |                              |                              |   |   |        |        |        |        |        |  |
|  | 2           | L Glasspool N Skupski       | L Glasspool N Skupski       | 7           | 6           |  |  |                  |                          |                          |                       |                   |    |      |            |                                   |                                   |                              |                              |   |   |        |        |        |        |        |  |